# Maxima Sequanorum

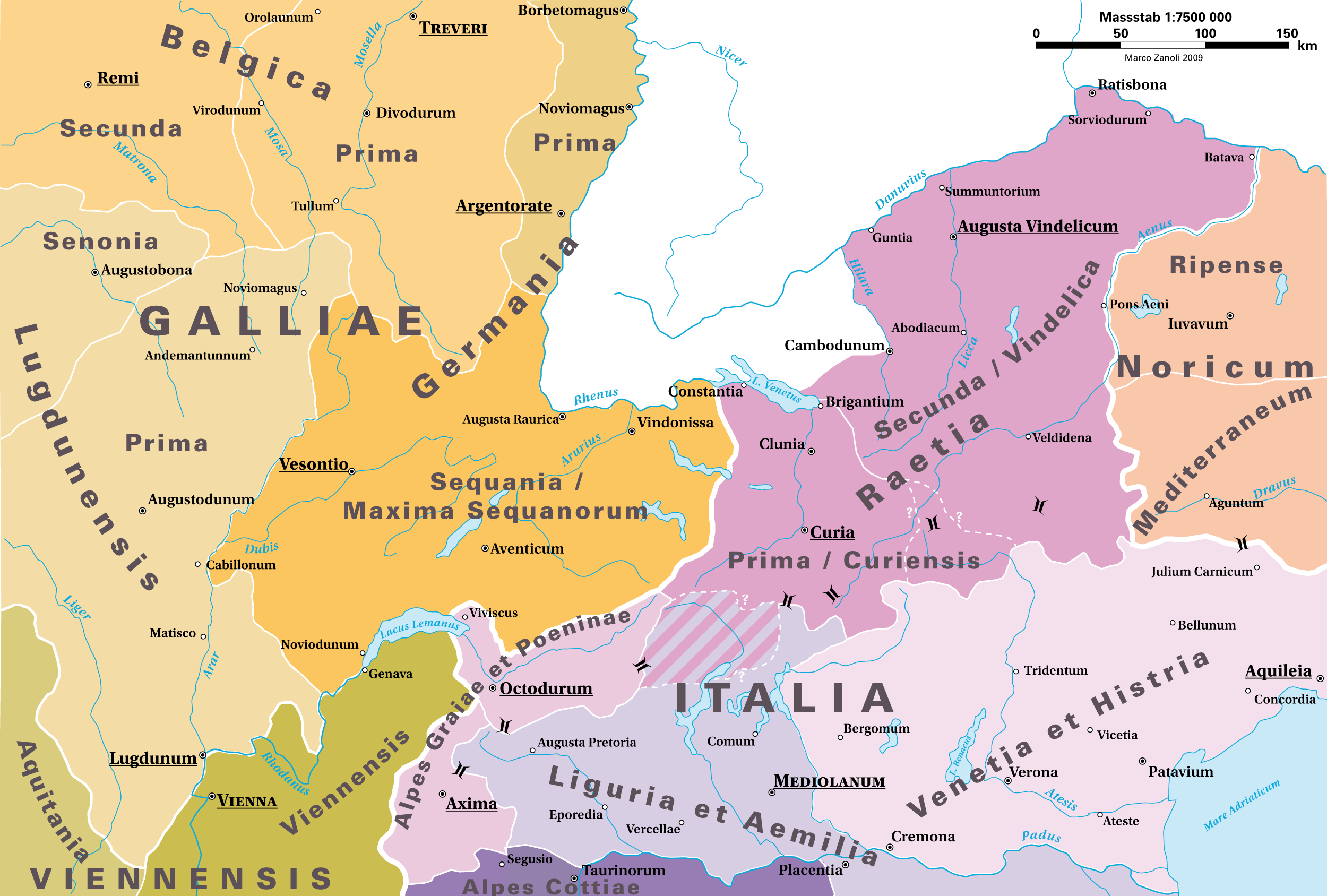
Römische Provinzen im Alpenraum um 395 n. Chr. In dunklem Orange die Provinz Maxima Sequanorum

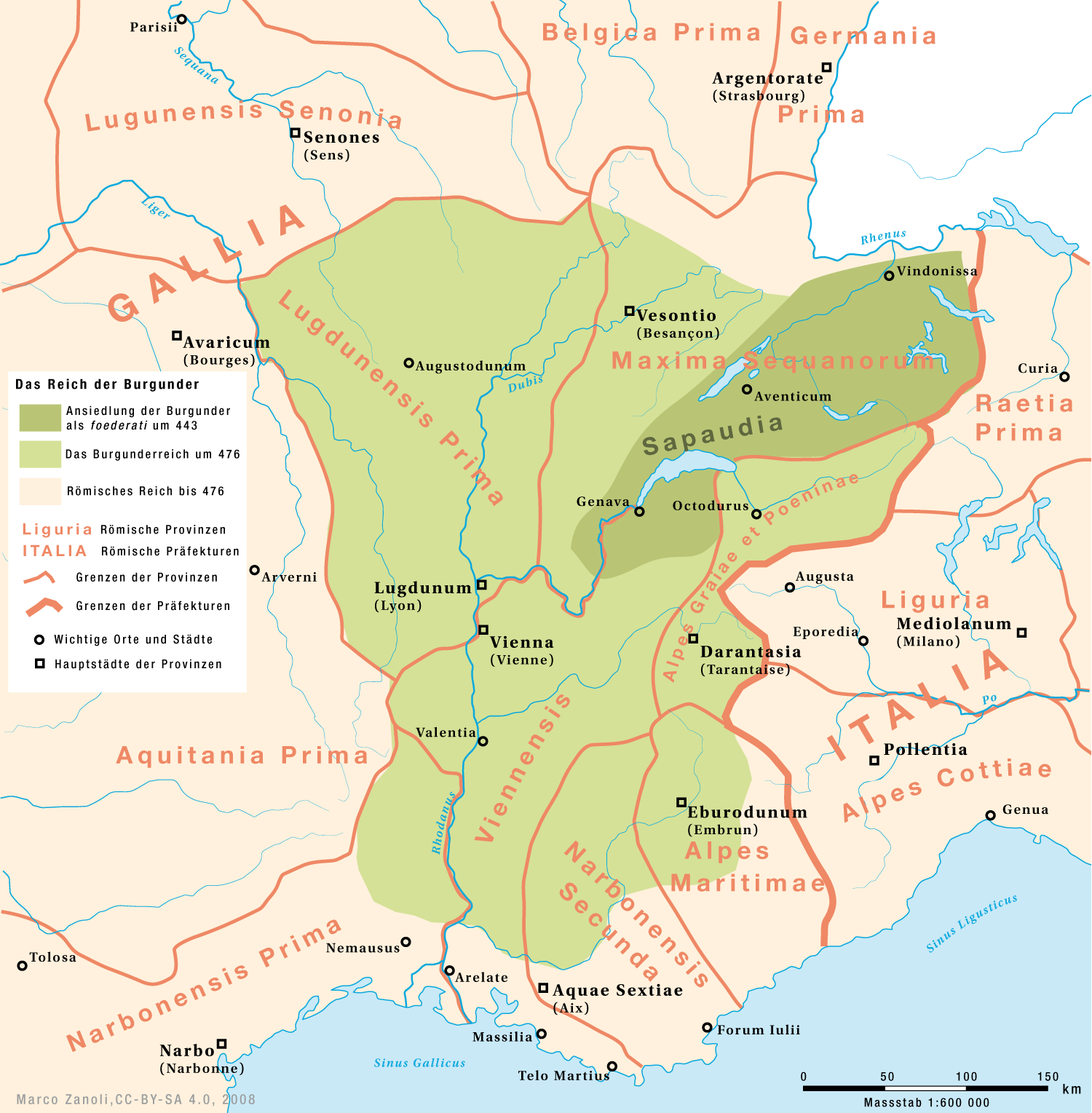
Das Reich der Burgunden zwischen 443 und 476 n. Chr.

Maxima Sequanorum (auch Sequania, Sequanica oder Sequanicum) war eine spätantike römische Provinz. Sie umfasste Gebiete im Nordwesten der heutigen Schweiz sowie im östlichen Frankreich.

## Geschichte
Die spätrömische Provinz Maxima Sequanorum wurde nach dem keltischen Stamm der Sequaner benannt. Diese, so der Historiker Eutropius, seien die einstigen Helvetier. Sie entstand aus dem südlich von Straßburg liegenden Teil der Provinz Germania superior („Obergermanien“), als diese im Zuge der Verwaltungs- und Militärreformen des römischen Kaisers Diokletian (284–305) im Jahre 297 n. Chr. aufgeteilt wurde (siehe Liste der römischen Provinzen ab Diokletian).
Nach der schweren Niederlage des germanischen Stamms der Burgunden gegen den römischen Heermeister Flavius Aëtius und den mit ihm verbündeten Hunnen im Jahr 436 siedelte dieser die Überlebenden im Jahre 443 in der südöstlichen Region der Provinz Maxima Sequanorum, der Sapaudia (keltisch: Waldland), als Foederaten (Latein: foederati) angesiedelt. Begünstigt durch den Untergang des Weströmischen Reiches, gründeten die Burgunden von der Sapaudia ausgehend ein neues Reich.
Die Existenz der Provinz Maxima Sequanourum kann bis zur Mitte des 5. Jahrhunderts nachgewiesen werden. Sie lebte in der mittelalterlichen und frühneuzeitlichen Kirchenprovinz Besançon fort.

## Verwaltung und Untergliederung
Die zivile Verwaltung der Provinz Maxima Sequanorum lag in den Händen eines praeses, welcher in Vesontio (Besançon) seinen Sitz hatte. Die in dieser Provinz stationierten Einheiten der römischen Grenzarmee (Limitanei) standen hingegen unter dem Befehl des Dux provinciae Sequanicae. Die Provinz Maxima Sequanorum war ein Bestandteil der spätantiken Verwaltungseinheit Dioecesis Galliae, welche wiederum dem Praefectus praetorio Galliarum mit Sitz in Augusta Treverorum (Trier) unterstand.
Innerhalb der Provinz gab es vier Gemeindegebiete (regiones):
- Civitas Vesontiensium, Hauptort Vesontio (Besançon)
- Colonia Iulia Equestris, Hauptort Noviodunum (Nyon)
- Civitas Helvetiorum, Hauptort Aventicum (Avenches)
- Civitas Basiliensium, Hauptort Basilia (Basel).

Ein Schlüsselraum in der Sequania und später Maxima Sequanorum war das Siedlungsgebiet der Rauriker: In ihm kreuzten sich Routen zwischen Gallien, Germanien und Italien, die Region lag der Alamannia gegenüber und war mit ihr verbunden. Die Provinz umfasste noch weitere strategisch wichtige Gebiete. Der Hochrhein-Limes verlief entlang des Rheines nach Norden. Ein weiterer Schlüsselraum lag auf der Höhe des Kaiserstuhls nahe der Nordgrenze der Provinz. In Biesheim-Oedenburg, Breisach und Horbourg-Wihr standen spätrömische Grenzfestungen. Sie waren von großer strategischer Bedeutung. Etwas weiter zurück lagen die Burgundische Pforte, die Trouée de Belfort zwischen den Vogesen und dem Jura. Diese Landbrücke verbindet das Rhein- mit dem Saônetal und die durch Ognon und Doubs gebildeten Ausläufer, wobei dem Doubs die größere Bedeutung zukommt. Am Doubs zu Füssen des Juras lag deswegen die Hauptstadt der Provinz, Vesontio, das heutige Besançon.

## Anmerkung
1. ↑  Eutropius 6, 17, 2.